# Didié
Didié är en ort i Burkina Faso.   Den ligger i regionen Hauts-Bassins, i den sydvästra delen av landet, 220 km väster om huvudstaden Ouagadougou. Didié ligger 350 meter över havet och antalet invånare är 1 234.
Terrängen runt Didié är platt. Närmaste större samhälle är Houndé, 17,2 km sydväst om Didié.
Omgivningarna runt Didié är en mosaik av jordbruksmark och naturlig växtlighet. Runt Didié är det ganska glesbefolkat, med 38 invånare per kvadratkilometer.